# 正義の人々
『正義の人々』（せいぎのひとびと、The Law of the Four Just Men ）は、1921年に発表されたエドガー・ウォーレスによる短編小説集。法律では裁けない悪人を罰するために、私刑予告から殺人までも行なう4人組「正義の四人」を主人公にした犯罪小説（悪漢小説）の短編を集めた第1短編集である。人数は必ずしも4人とは限らないのが、既刊の3長編と異なっている。

## 主な登場人物
- レオン・ゴンザレス - 「正義の四人」のリーダー格で、アジトで作戦立案や声明文の作成を担当する。青い眼で髭がないので年齢よりかなり若く見える。数か国語をあやつる。表と裏の人脈を使い、新メンバーの登用や能力判断も行なう。今は居ない4人目のミゲル・テリーもスペインでスカウトした。
- ジョージ・マンフレッド - 民間人との取引や司法当局との交渉、物資の調達など、もっぱら現場で行動するやり手。ひげと眼鏡で温厚そうな風貌が特徴。知らずに接触した刑事からは「あれは、きっと学校の教師に違いない」と言われた。
- レイモン・ポワカール - フランス系の名前だがスペインに邸宅を持つ化学者。「正義の四人」では活動資金の提供と薬品・爆破物の製造を担当する。上から下まで白ずくめで、エナメルでロング丈の長靴を履いていて、女性的な外見から捜査官に「女ではないか」と言われたことがある。
- クラリス - 「正義の四人」の初代4人目。車輪のあるものから無いもの（船や複葉機）まで操縦できる。格闘と射撃も得意で、自衛のため警官を何人も撃っている。移動と後方支援を担当。
- メリル - 最後の4人目。諜報活動と世論操作を担当する。フランスのボルドーで落命。その後は新たに4人目を補充せず「正義の三人」となる。
- ファルマス警視 - 「正義の四人」事件の捜査責任者。第二長編「正義の会議」にも登場。
- ジェフリー・ストーラー - 家宅侵入と強盗の罪で送検された男。
- ノア・ステッドランド - 脅迫者。南アフリカでの戦争に従軍経験を持つ。
- フェリックス・ビグロー - 次々と遺産を相続し、毒殺を疑われている農学者。土壌と農薬の研究所を持つ。
- グレゴリー・バラム - アヘンの拡散を生業とするが、巧妙に有罪を逃れる。

## 内容
- 本作品集ではリーダー格のゴンザレスが単独で手がけた事件や、クラリスの登場する前日談、最後の4人目となるメリルなど、主人公がいろいろ変わる作品が収録されている。

## 収録作品
1. 二度死んだ男[3] (The Man Who Died Twice)[4]
2. アメリア・ジョーンズを憎んだ男 (The Man Who hated Amelia Jones)[5]
3. 地表の掃除屋 (The Man Who hated earthworm )[6]
4. クラファムに住んだ男 (The Man Who lived in Clapham)
5. 音楽好きな男の冒険 (The Man Who Loved Music)
6. 無罪放免 (The Man Who Was Acquitted)
7. 本当の幸福 (The Man Who Was Happy)
8. 引き抜かれた男 (The Man Who Was Plucked)
9. 沈黙の叫び (The Man Who Could Not Speak)
10. 犬のような歯 (The Man with the Canine Teeth)

## 備考
- 本作収録の作品のいくつかは1959年にイギリスのテレビシリーズとしてドラマ化されている[7]。